# Griswoldia leleupi
Griswoldia leleupi là một loài nhện trong họ Zoropsidae.
Loài này thuộc chi Griswoldia. Griswoldia leleupi được Charles E. Griswold miêu tả năm 1991.